# Floreana
Floreana (auch Santa María, englisch Charles) ist eine der kleineren Inseln im Süden des Galápagos-Archipels und gehört somit politisch zu Ecuador.

## Allgemeines
Ihren offiziellen Namen Floreana verdankt die Insel Juan José Flores, dem ersten Präsidenten von Ecuador. Die alternative Bezeichnung Santa María leitet sich hingegen vom Namen des Flaggschiffs der ersten Expedition von Christoph Kolumbus ab. Der englische Name Charles bezieht sich auf den englischen König Karl II.
Die Insel erstreckt sich über 173 km², ihre höchsten Erhebungen, die bis 640 m hochragen, sind Überreste vulkanischer Tätigkeit. Im Jahr 1813 wurde das einzige Mal eine Eruption im Innern der Insel beobachtet. Die größeren Nachbarinseln innerhalb des Galápagos-Archipels sind Isabela (40 km nordwestlich) und Española (50 km östlich).

## Geologie
Die Insel Floreana ist ein Schildvulkan, der seit 1,5 Millionen Jahren alkalische Basalte auswirft. Sie ist die zweitsüdlichste Insel des Galapagos-Archipels und ein 3.400 m hoher unterseeischer Steilhang 10 km südlich der Insel bildet die südliche Grenze der Galapagos-Plattform. Es gibt über 50 Schlackenkegel an Land und sechs Tuffkegel vor der Küste. Diese Kegel, die hauptsächlich aus Tephra bestehen, sind der Ursprung der ʻAʻā-Lavaströme. Die ältesten Ströme befinden sich am nördlichen Ende der Insel, während die jüngsten (26 ka) am südlichen Ende liegen. Der Cerro Pajas, der höchste inaktive Vulkan der Insel, ist der Ursprung des größten Lavastroms (272 ka).

## Erkundung und Besiedlung
Floreana gehört zu den vier bewohnten Galápagos-Inseln. Grund für die Besiedlung sind die beiden Süßwasserquellen im Inneren der Insel, die durch die Niederschläge des sogenannten Geruanebels gespeist werden, der die Inselhöhen auch während der Trockenzeit umhüllt.
Die Insel wurde im März 1535 vom panamaischen Bischof Tomás de Berlanga entdeckt.
Piraten nutzen im 17. Jahrhundert die Insel als Stützpunkt und Versteck. Ende des 18. Jahrhunderts wurde Floreana Anlaufstelle für englische Walfänger. Um 1830 errichtete die ecuadorianische Regierung hier ein Strafgefangenenlager. Vierzig Jahre später wurde versucht, die Flechte Orseille kommerziell zu nutzen, was 1870 mit der Ermordung des Unternehmers endete.
Am 8. April 1888 besuchte die USS Albatross, ein von der Marine bemanntes Forschungsschiff der United States Fish Commission, die Insel Floreana während einer zweiwöchigen Erkundung der Inseln.
1929 begann die deutsche Besiedlung. Zuerst ließen sich der Berliner Zahnarzt Friedrich Ritter und die Lehrerin Dore Strauch auf der Insel nieder. Beide hatten ihre Ehepartner verlassen, um auf der Insel ein alternatives Leben zu führen. Sie gründeten die Farm Frido, lebten in einer Wellblechhütte und bestellten einen Morgen Acker. 1932 gelangte die Österreicherin Eloise Wagner de Bousquet, die sich als Baronin und später als Kaiserin von Galapagos bezeichnete, auf die Insel. In ihrer Begleitung waren zwei deutschstämmige Liebhaber sowie Kühe, Esel und Hühner. 80 Zentner Zement, die sie mit sich brachten, sollten dem Bau eines Hotels für amerikanische Touristen dienen. Die Pläne für die Hacienda Paradiso, so der Name des Touristikprojekts, scheiterten jedoch. Während der sogenannten Galápagos-Affäre 1934 verschwand Eloise Wagner unter mysteriösen Umständen mit einem ihrer Gefährten. Die sterblichen Überreste ihres zweiten Begleiters wurden später am Strand einer Nachbarinsel gefunden. Der Zahnarzt Ritter fiel einer Fleischvergiftung zum Opfer. Nur Dore Strauch kehrte nach Deutschland zurück. Auf Dauer sesshaft wurde das aus Köln stammende Ehepaar Heinz und Margret Wittmer, das 1932 auf der Insel gelandet war. Seine Nachfahren betreiben heute ein Hotel auf Floreana. Die Geschichte um diese Auseinandersetzungen wurde von Ron Howard unter dem Titel Eden verfilmt, der Film erschien 2024.
Die Besiedlung durch Ecuadorianer begann nach dem Zweiten Weltkrieg. Gegenwärtig leben in der einzigen Siedlung Floreanas, Puerto Velasco Ibarra, rund 100 Menschen, hauptsächlich von der Landwirtschaft. Die ecuadorianische Marine unterhält einen kleinen Stützpunkt auf der Insel.

## Pflanzen- und Tierwelt
Auf dem trockenen Sandsaum der Uferregion sind Sonnenwenden und Strandwinden anzutreffen, dazu etliche Arten von Sukkulenten (Kakteen) und Sesuvien (Bodendecker). An den nebelfeuchten Hängen der Kraterreste wächst üppiger tropischer Regenwald.
Die Galápagos-Riesenschildkröte mit ihrer Floreana-Unterart hatte auf der Insel ihre Heimat. Verwilderte Haustiere rotteten die Schildkröten aus, der Galápagosbussard und die Galapagos-Spottdrossel wurden nahezu verdrängt. In großer Zahl zu beobachten sind in der Punta Cormorant Flamingos. In den Küstengewässern kommen die Grüne Meeresschildkröte, Seelöwen, aber auch Haie und Rochen vor.
Die Insel wurde von BirdLife International als Important Bird Area (IBA) mit einer Größe von 17,253 ha anerkannt. Sie beherbergt eine der wichtigsten Kolonien der vom Aussterben bedrohten Galapagos-Sturmvögel auf dem Archipel, mit etwa 350 Nestern, die in der dichten Vegetation zwischen den Felsen verstreut sind. Kleinschnabel-Darwinfinken sind auf der Insel endemisch. Weitere wichtige Arten sind Lavamöwen und Galápagos-Pinguine.

## Sehenswürdigkeiten
- Asilo de la Paz (englisch: Haven of Peace)[6] ist der Ort der ersten menschlichen Siedlung auf Floreana[6] und gehört heute zu den beliebtesten Touristenattraktionen der Insel.[7] Der Ort liegt maximal 450 Meter über dem Meeresspiegel.[8]
- Post Office Bay: [9] Als Floreana Anlaufpunkt für englische Walfangschiffe war, nutzten die Besatzungen die Insel als Postumschlagplatz. In der heute sogenannten Post Office Bay wurde ein großes Weinfass aufgestellt, in das die auf Floreana stationierten Walfänger Briefe einwarfen. Nach Europa fahrende Schiffe nahmen die Briefe mit. Solange die Regierung den Weg zur Bucht nicht genehmigt hat, ist die Bucht allerdings gesperrt und kann nur von einem Boot aus besucht werden. Die Tradition hat sich dennoch erhalten, ein Replikat des Postfasses steht am Hafen und wird jetzt von den Touristen genutzt.
- Teufelskrone:  Nördlich der Insel vorgelagert ragt ein stark erodierter Vulkankegel aus dem Meer. Er eignet sich zum Tauchen und Schnorcheln, wobei man auf verschiedene Korallen und eine bunte Fischfauna mit Doktor- und Lippfischen trifft.

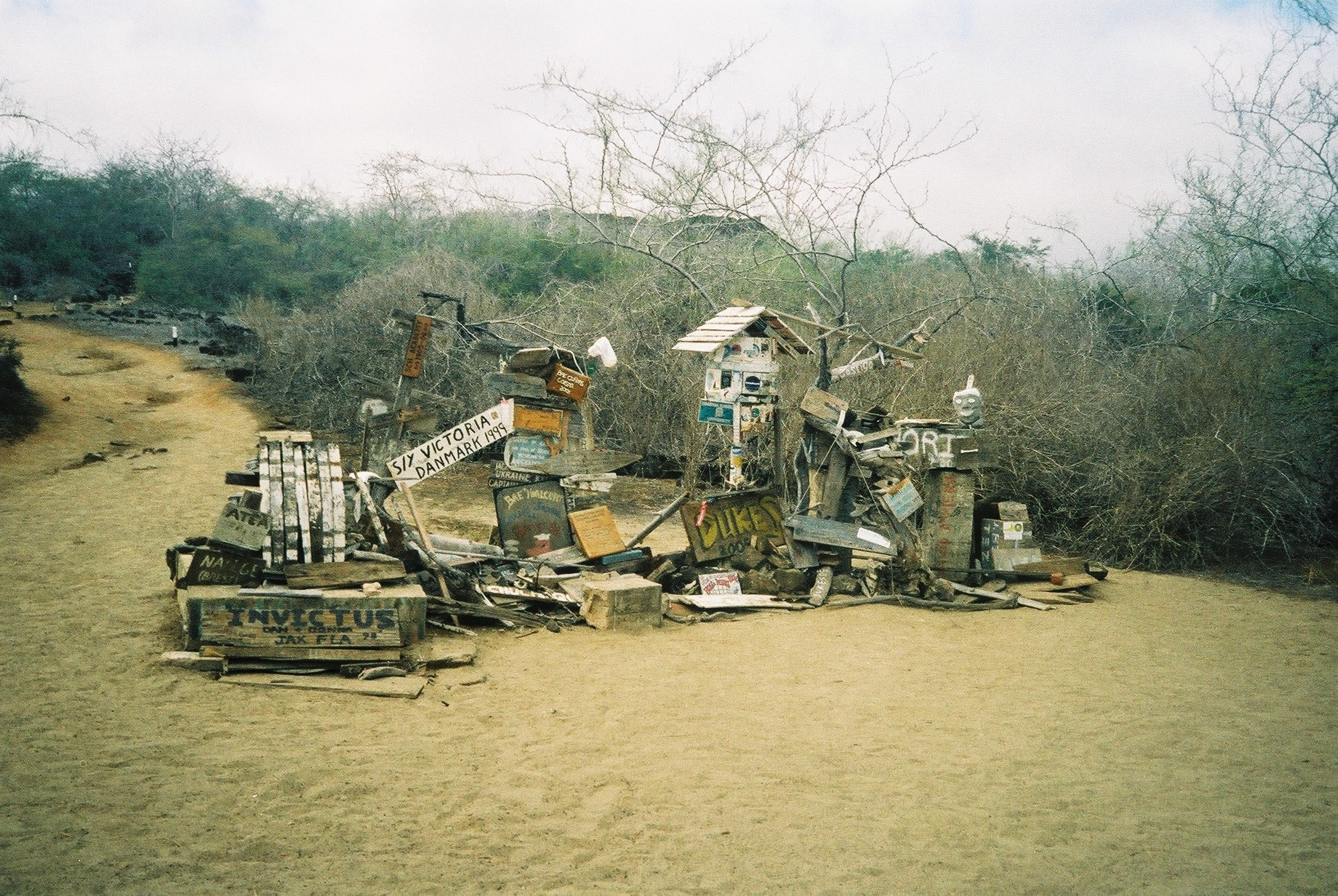
Post Office Bay (historische Aufnahme)
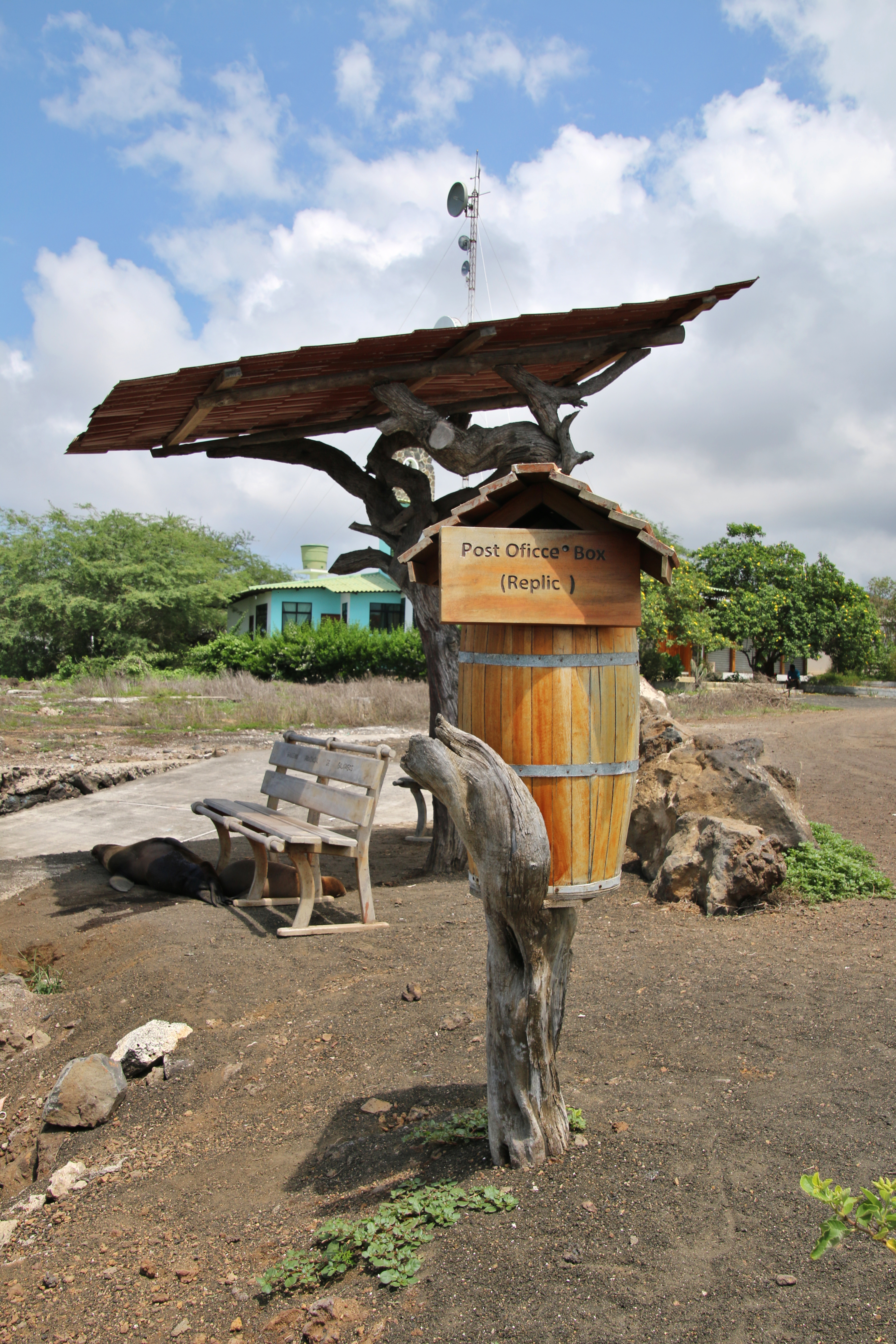
Post Office Box (Replikat) am Hafen
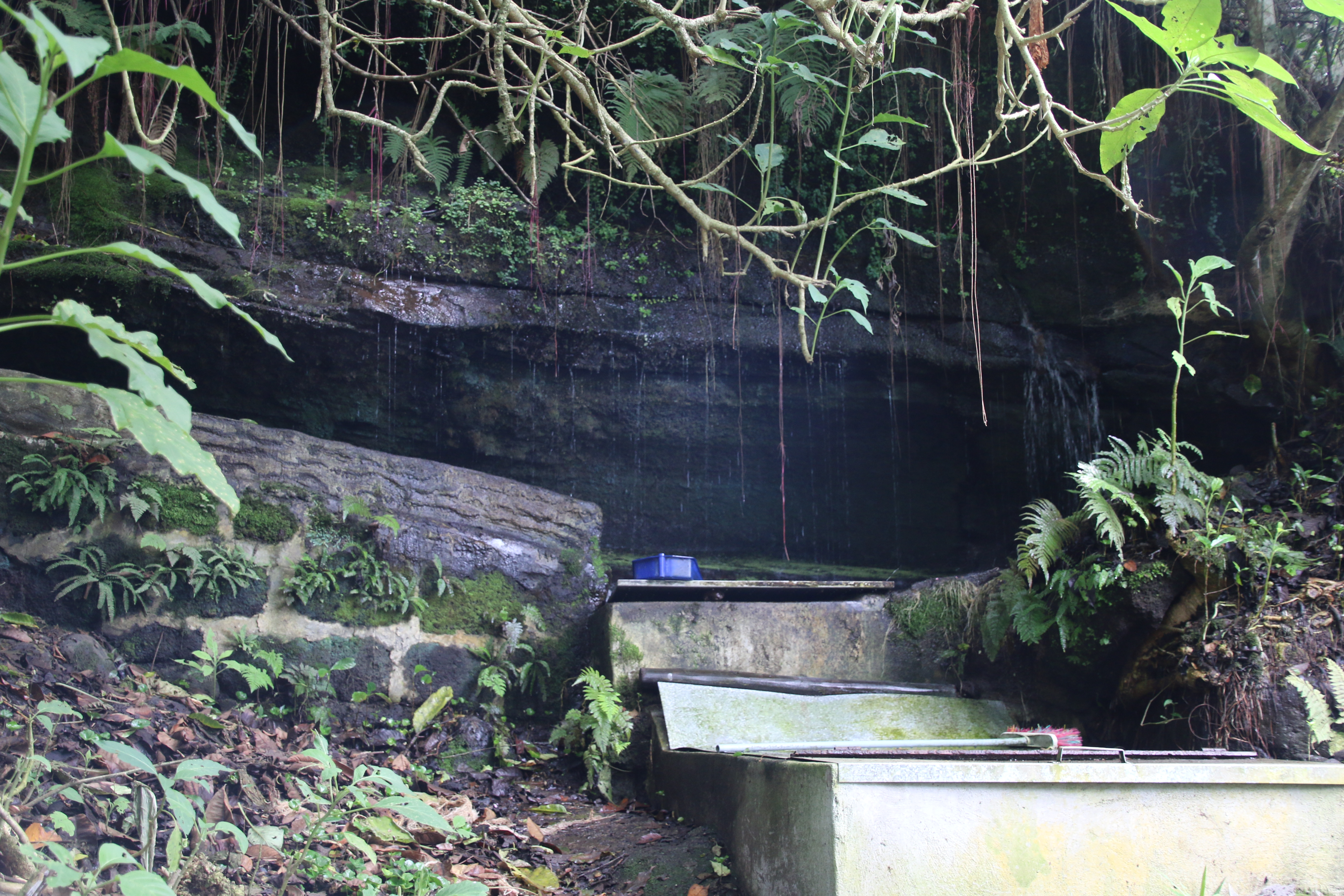
Quelle
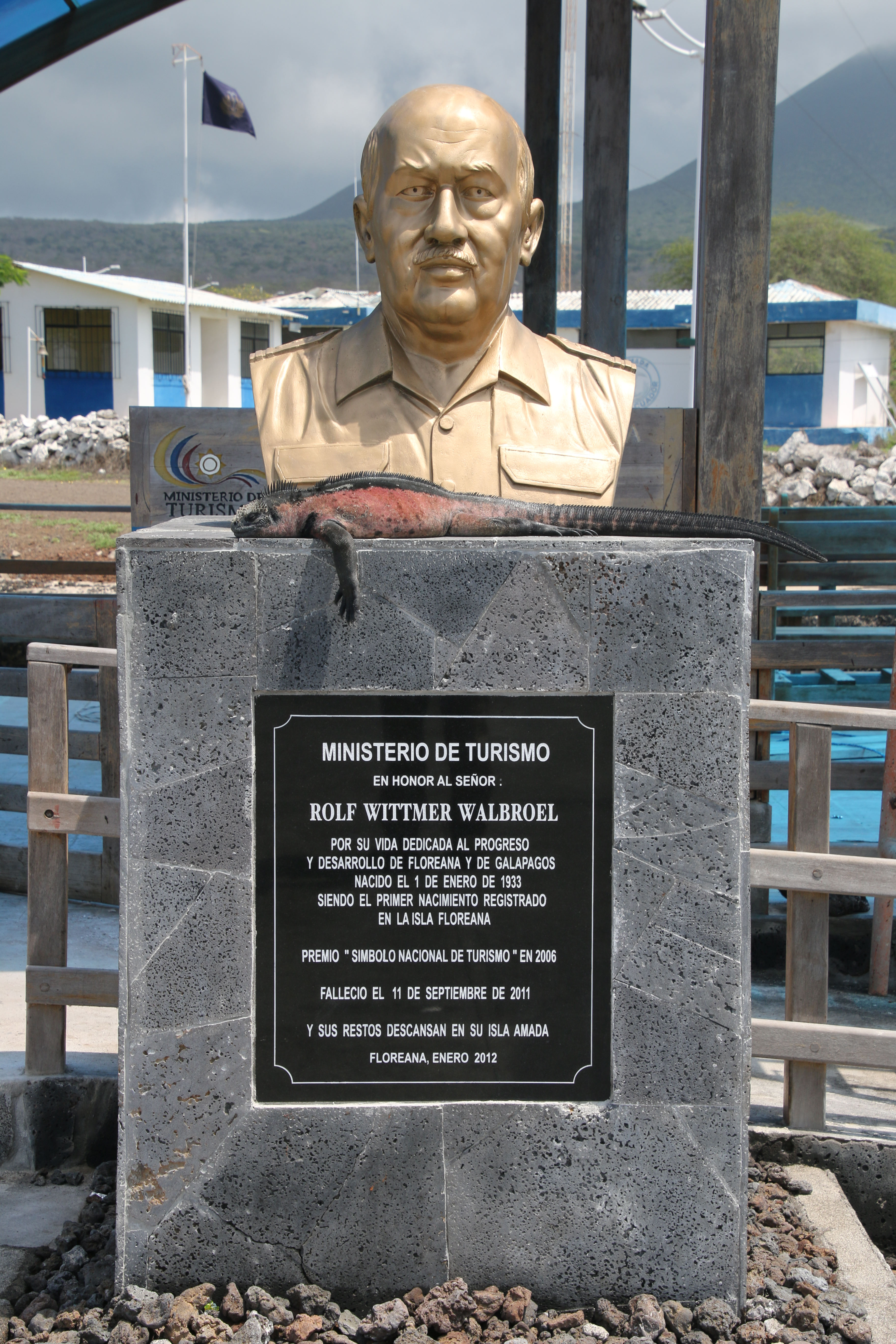
Denkmal für Rolf Wittmer
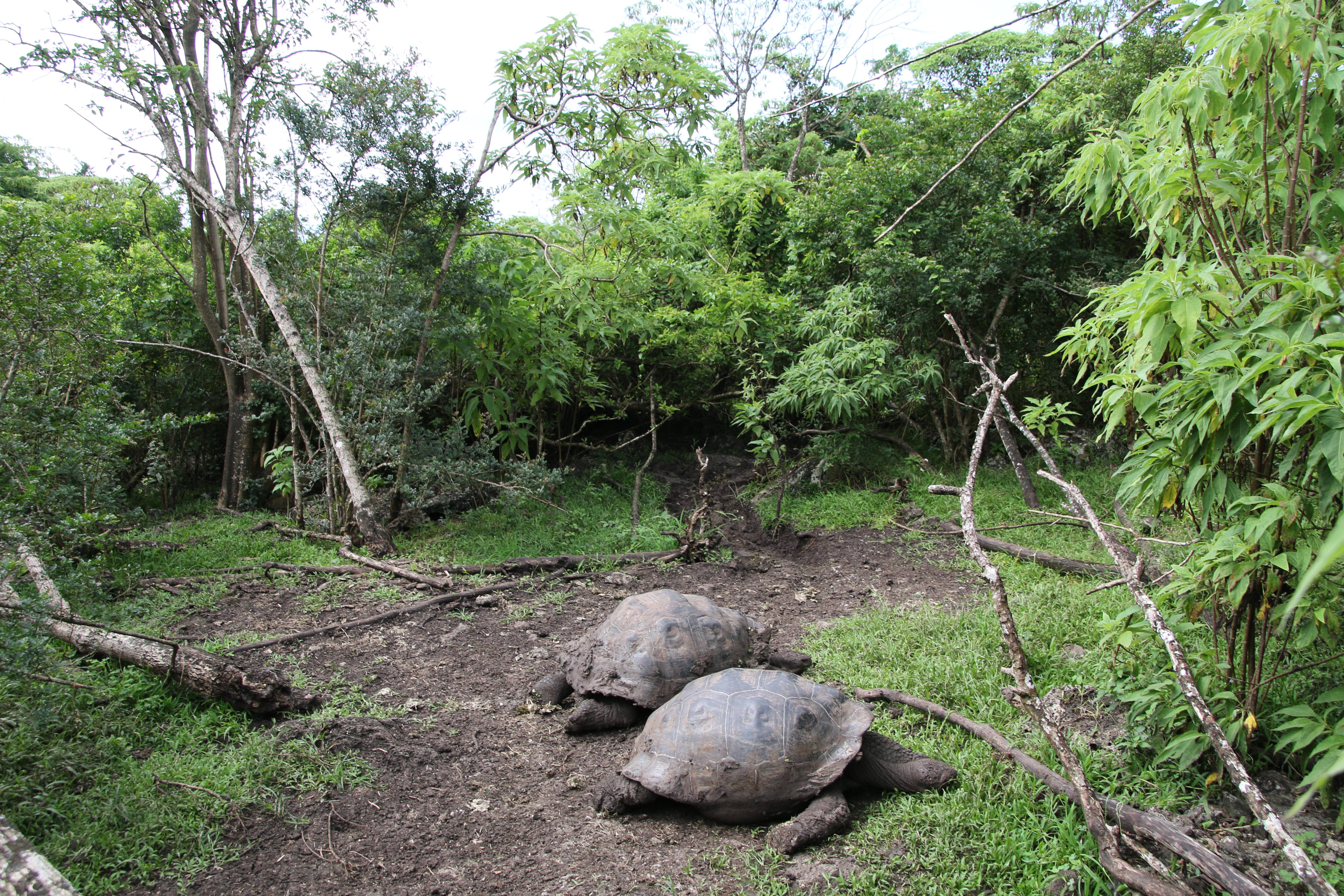
Riesenschildkröten
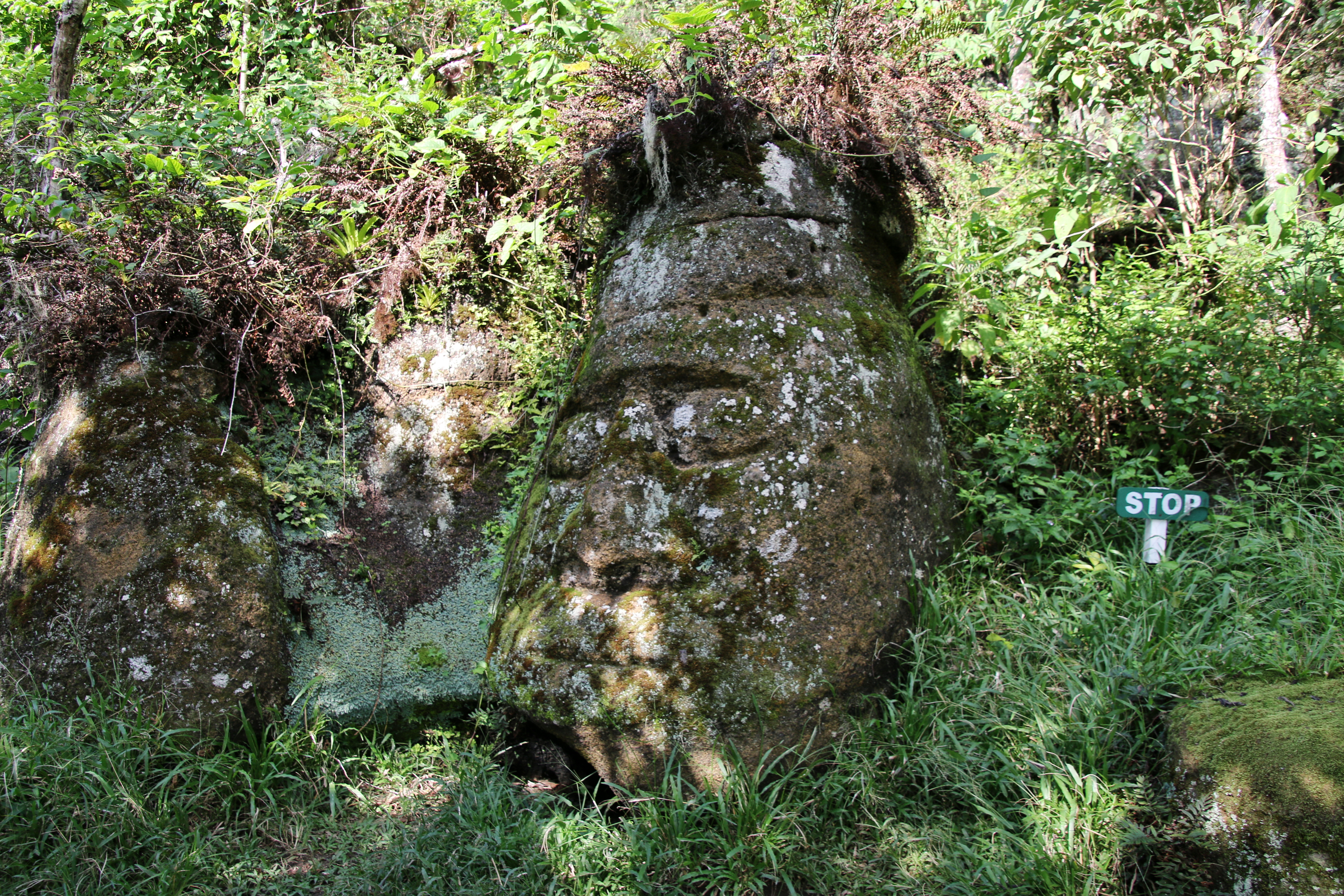
Steinkopf
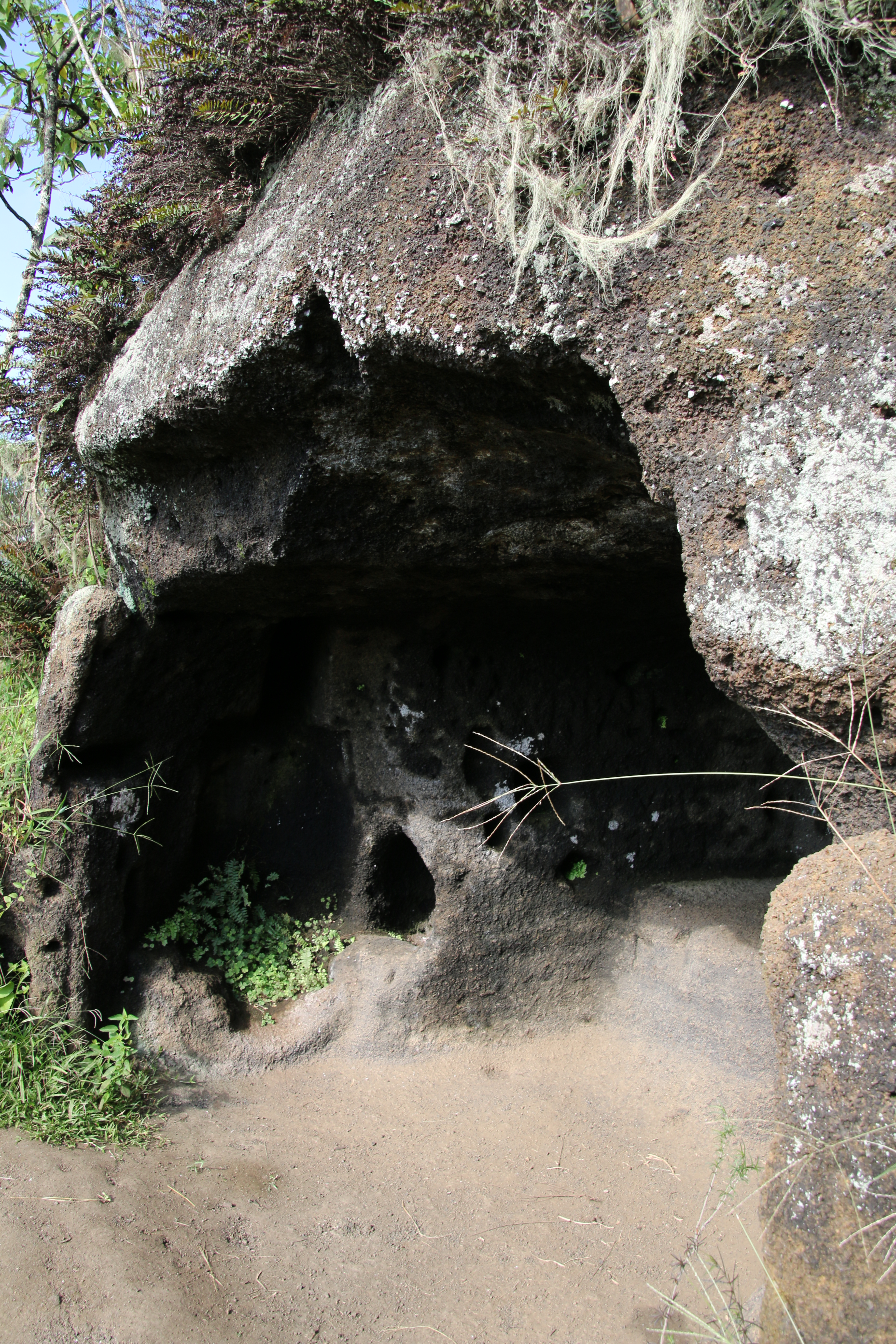
Piratenhöhle

## Film
Der Film Eden behandelt die Galápagos-Affäre auf Floreana.